# (24837) Mšecké Žehrovice
(24837) Mšecké Žehrovice, désignation internationale (24837) Msecke Zehrovice, est un astéroïde de la ceinture principale.

## Description
(24837) Msecke Zehrovice est un astéroïde de la ceinture principale. Il fut découvert le 22 octobre 1995 à l'Observatoire Kleť par Miloš Tichý. Il présente une orbite caractérisée par un demi-grand axe de 2,36 UA, une excentricité de 0,23 et une inclinaison de 4,6° par rapport à l'écliptique.

## Compléments